# Клівленд (Алабама)
Клівленд (англ. Cleveland) — місто (англ. town) в США, в окрузі Блаунт штату Алабама. Населення — 1245 осіб (2020).

## Географія
Клівленд розташований за координатами 34°0′0″ пн. ш. 86°33′47″ зх. д. / 34.00000° пн. ш. 86.56306° зх. д. (33.999980, -86.563117). За даними Бюро перепису населення США в 2010 році місто мало площу 20,44 км², з яких 20,30 км² — суходіл та 0,13 км² — водойми.

## Демографія
Згідно з переписом 2010 року, у місті мешкали 1303 особи в 464 домогосподарствах у складі 358 родин. Густота населення становила 64 особи/км². Було 504 помешкання (25/км²).
Расовий склад населення:
| - 89,2 % — білих - 0,3 % — чорних або афроамериканців - 0,3 % — азіатів - 0,2 % — корінних американців - 8,6 % — осіб інших рас |

До двох чи більше рас належало 1,4 %. Частка іспаномовних становила 18,4 % від усіх жителів.
За віковим діапазоном населення розподілялося таким чином: 26,0 % — особи молодші 18 років, 60,3 % — особи у віці 18—64 років, 13,7 % — особи у віці 65 років та старші. Медіана віку мешканця становила 36,8 року. На 100 осіб жіночої статі у місті припадало 94,2 чоловіків; на 100 жінок у віці від 18 років та старших — 97,5 чоловіків також старших 18 років.
Середній дохід на одне домашнє господарство становив 45 792 долари США (медіана — 40 909), а середній дохід на одну сім'ю — 53 904 долари (медіана — 50 284). Медіана доходів становила 29 323 долари для чоловіків та 37 500 доларів для жінок. За межею бідності перебувало 15,0 % осіб, у тому числі 21,8 % дітей у віці до 18 років та 23,2 % осіб у віці 65 років та старших.
Цивільне працевлаштоване населення становило 487 осіб. Основні галузі зайнятості: освіта, охорона здоров'я та соціальна допомога — 21,1 %, виробництво — 17,2 %, роздрібна торгівля — 12,5 %, мистецтво, розваги та відпочинок — 11,7 %.